# Jesper Nøddesbo

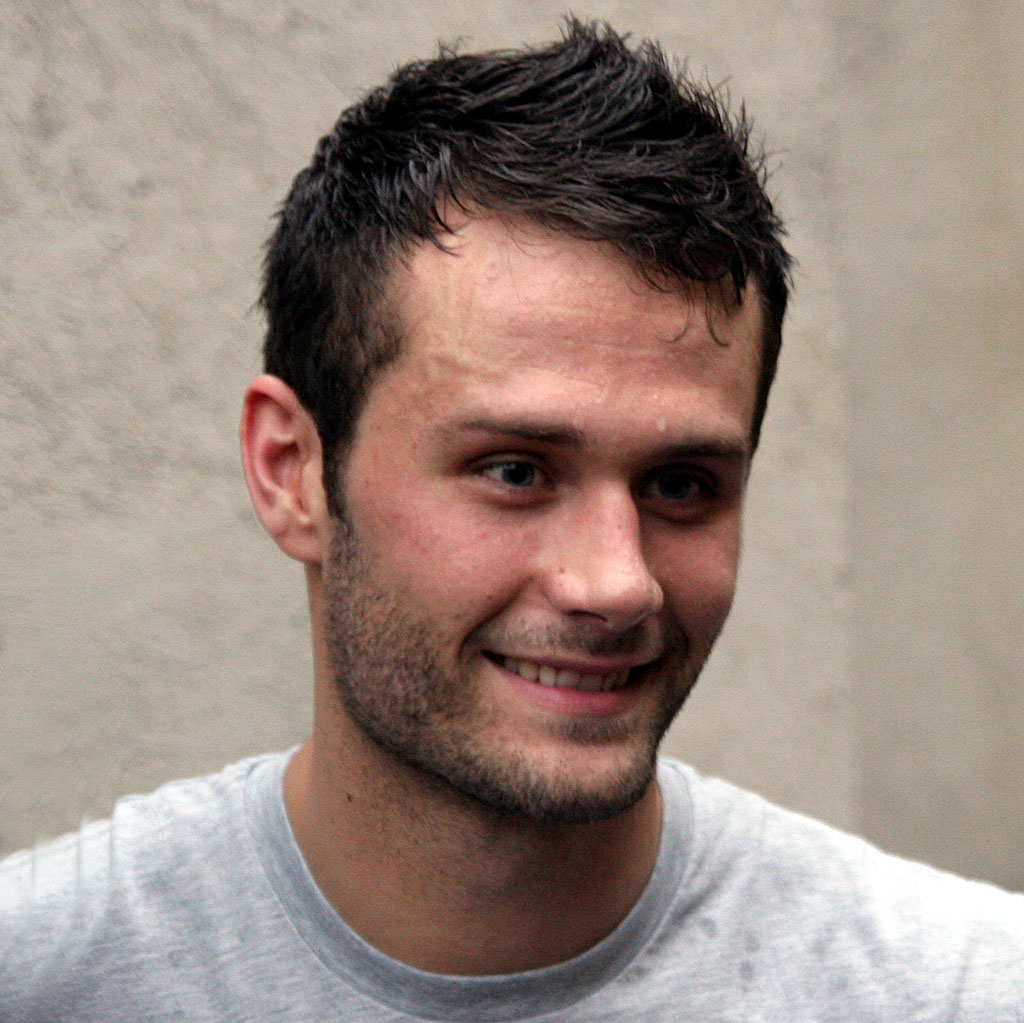
Jesper Nøddesbo (2008)

Jesper Brian Nøddesbo (* 23. Oktober 1980 in Herning, Dänemark) ist ein ehemaliger dänischer Handballspieler, der für die dänische Nationalmannschaft auflief.

## Karriere
Jesper Nøddesbo begann bei Hauge GIF mit dem Handballspiel. 1999 heuerte er dann beim Team Tvis Holstebro an, bevor er 2004 zu KIF Kolding weiterzog. Hier gewann er 2005 und 2006 die dänische Meisterschaft sowie 2005 und 2007 den dänischen Pokal, 2006 wurde Torschützenkönig der dänischen Liga. 2007 wechselte der Kreisläufer zum FC Barcelona, mit dem er 2011, 2012, 2013, 2014, 2015, 2016 und 2017 die Meisterschaft, 2011 und 2015 die EHF Champions League sowie 2014 die Copa ASOBAL, die Supercopa Asobal und den Königspokal gewann. Ab dem Sommer 2017 stand er beim dänischen Erstligisten Bjerringbro-Silkeborg unter Vertrag. Nach der Saison 2020/21 beendete Nøddesbo seine Karriere.
Jesper Nøddesbo bestritt 223 Länderspiele für die dänische Nationalmannschaft. Bei der Europameisterschaft 2008 in Norwegen wurde er Europameister; bei der Weltmeisterschaft 2007 und der Europameisterschaft 2006 gewann er mit Dänemark Bronze. 2013 gewann er bei der Weltmeisterschaft die Silbermedaille. Bei der Europameisterschaft 2014 im eigenen Land wurde er Vize-Europameister. Bei den Olympischen Spielen 2016 in Rio de Janeiro gewann er die Goldmedaille.